# Pej-ťiang
Pej-ťiang (čínsky pchin-jinem Bei Jiang, znaky 北江) je řeka na jihu ČLR (Kuang-tung). Je více než 468 km dlouhá. Povodí má rozlohu přibližně 45 900 km².

## Průběh toku
Pramení ve středně vysokých horách a na dolním toku protéká zvlněnou rovinou. Je levou zdrojnicí řeky Si-ťiang.

## Vodní režim
Nejvyšších vodních stavů dosahuje v létě díky monzunovým dešťům.

## Využití
Vodní doprava je možná na dolním toku, ale z důvodu velkého množství říčních prahů se střetává s mnohými problémy. V několika místech je říční koryto chráněno hrázemi před povodněmi.[zdroj?]